# Michael Chapman (Kameramann)

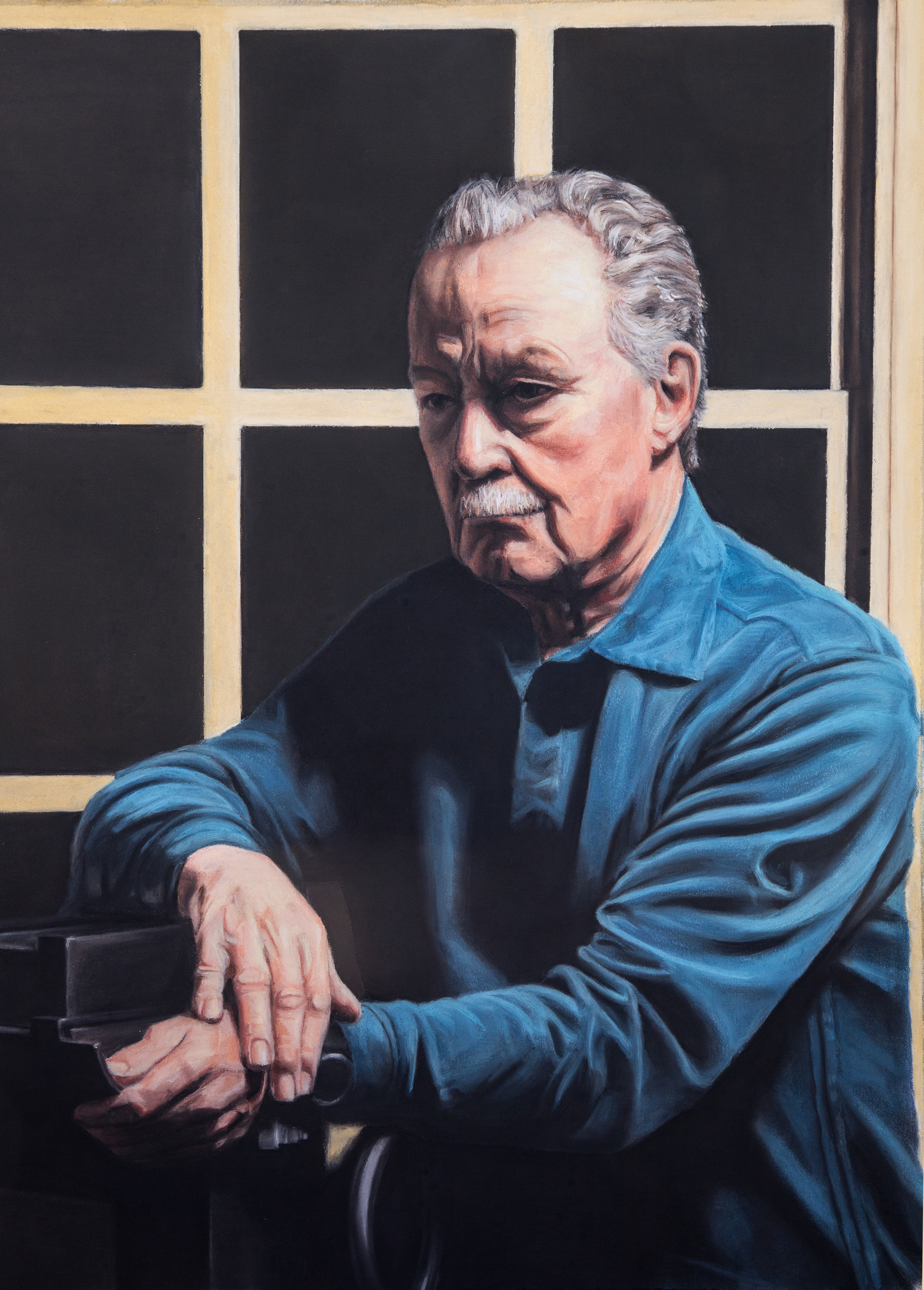
Michael Chapman, 2020

Michael Chapman (* 21. November 1935 in New York City, New York; † 20. September 2020 in Los Angeles, Kalifornien) war ein US-amerikanischer Kameramann und Regisseur, der auch in verschiedenen Filmen in kleinen Rollen als Schauspieler in Erscheinung trat.

## Leben und Wirken
Geboren in New York, wuchs er in Wellesley, Massachusetts auf. Nach der Highschool besuchte er die Columbia University. Nach seiner Ausbildung zum Kameramann für Dokumentarfilme arbeitete Michael Chapman zu Beginn der 1970er Jahre als camera operator für Kameramänner wie Gordon Willis (bei den Filmen Klute und Der Pate) und Bill Butler (bei Der weiße Hai). 1973 war er für den Film Das letzte Kommando mit Jack Nicholson in der Hauptrolle das erste Mal in der Funktion des director of photography, also des Chef-Kameramanns, tätig. Bekannt wurde Chapman in den folgenden Jahren als Kameramann der Martin-Scorsese-Filmklassiker Taxi Driver (1975) und Wie ein wilder Stier (1980).
Im Jahr 1983 machte Chapman sein Regiedebüt mit Der richtige Dreh, Tom Cruise spielt hier eine seiner ersten Hauptrollen. Chapman drehte bis Mitte der 1990er-Jahre noch ein paar weitere Filme, arbeitete aber zugleich weiterhin als Kameramann für andere Regisseure. Zuletzt trat Chapman als Kameramann 2007 bei Brücke nach Terabithia in Erscheinung. Im Anschluss lehrte er an der North Carolina School of the Arts.
Chapman starb am 20. September 2020 im Alter von 84 Jahren. Er war bis zu seinem Tod 40 Jahre mit der Drehbuchautorin und Regisseurin Amy Holden Jones verheiratet, gemeinsam hatten sie zwei Kinder. Aus seiner ersten Ehe stammen zwei weitere. Sein Schwiegervater war der ebenfalls für einen Oscar nominierte Kameramann Joseph C. Brun.

## Auszeichnungen (Auswahl)
- Für seine Arbeit an Wie ein wilder Stier und Auf der Flucht wurde er je 1981 und 1994 für den Oscar nominiert, konnte diesen jedoch nicht gewinnen.
- 2004 wurde er von der American Society of Cinematographers mit dem Lifetime Achievement Award ausgezeichnet.

## Filmografie (Auswahl)
Kamera
- 1975: Taxi Driver
- 1976: Öl (The Next Man)
- 1976: Der Strohmann (The Front)
- 1977: Die Körperfresser kommen (Invasion of the Body Snatchers)
- 1978: The Band (The Last Waltz)
- 1979: The Wanderers
- 1980: Wie ein wilder Stier (Raging Bull)
- 1982: Tote tragen keine Karos (Dead Men Don’t Wear Plaid)
- 1983: Der Mann mit zwei Gehirnen (The Man with Two Brains)
- 1987: The Lost Boys
- 1988: Mörderischer Vorsprung (Shoot to Kill)
- 1988: Die Geister, die ich rief … (Scrooged)
- 1989: Ghostbusters II
- 1990: Ein verrückt genialer Coup (Quick Change)
- 1990: Kindergarten Cop
- 1991: Doc Hollywood
- 1993: Die Wiege der Sonne (Rising Sun)
- 1993: Auf der Flucht (The Fugitive)
- 1996: Zwielicht (Primal Fear)
- 1996: Space Jam
- 1998: Sechs Tage, sieben Nächte (Six Days Seven Nights)
- 1999: An deiner Seite (The Story of Us)
- 2000: The Watcher
- 2001: Evolution
- 2004: Suspect Zero – Im Auge des Mörders (Suspect Zero)
- 2006: Brücke nach Terabithia (Bridge to Terabithia)

Regie
- 1983: Der richtige Dreh (All the right Moves)
- 1985: Ayla und der Clan des Bären (The Clan of the Cave Bear)
- 1986: Die Androiden – Sie sind unter uns (Annihilator, Fernsehfilm)
- 1990: PoV, Konzertfilm von der Tournee This Way Up von Peter Gabriel
- 1995: The Viking Sagas